# Le Zut
Pour les articles homonymes, voir Zut.
Le Zut était un cabaret parisien situé à Montmartre, au 28 rue Ravignan, et fondé au début du XXe siècle par l'anarchiste Gilbert Lenoir, qui semble-t-il l'avait appelé ainsi en hommage aux Zutistes de Charles Cros. 
Le cabaret fut ensuite racheté[Quand ?] par Frédéric Gérard, ancien marchand ambulant et figure pittoresque de la vie montmartroise, qui tenta de diversifier la clientèle de l'établissement, alors essentiellement constituée d'anarchistes (les rédacteurs du Libertaire s'y réunissaient), mais également de voyous, en y attirant des artistes : Pierre Dumarchey (le futur Pierre Mac Orlan, qui ambitionnait alors de devenir peintre), Léon-Paul Fargue, ou encore Max Jacob furent des habitués du lieu, dont les murs étaient décorés par Picasso (qui y avait peint une Tentation de Saint-Antoine). La proximité du cabaret avec le Bateau-Lavoir, qui abritait alors de nombreux ateliers de peintres, favorisa ce rapprochement souhaité par le nouveau patron.
Mais l'expérience tourna court en 1902, lorsqu'après une bagarre qui dura toute une nuit, l'établissement fut fermé par la police.
Frédéric Gérard reprit par la suite la gestion d'un autre cabaret, le Lapin Agile.
Quant à Julien Callé, le garçon de café du Zut qui avait déclenché la bagarre, il devint plus tard le propriétaire de l'Auberge de l'Œuf dur et du Commerce à Saint-Cyr-sur-Morin (à cent mètres de la maison de Mac Orlan).